# ماروین هریس
ماروین هریس (انگلیسی: Marvin Harris; ۱۸ اوت ۱۹۲۷ – ۲۵ اکتبر ۲۰۰۱) یک دانشمند در زمینه انسان‌شناسی اهل ایالات متحده آمریکا بود.یکی از دلایل معروفیت وی،توضیح مادی در مورد دلیل رفتار خاص با گاو ها در ادیان هندی است.